# Cambio climático y ciudades
El cambio climático y las ciudades están profundamente relacionados. Las ciudades son uno de los mayores contribuyentes y probablemente las mejores oportunidades para abordar el cambio climático. Las ciudades son también una de las partes más vulnerables de la sociedad humana a los efectos del cambio climático y probablemente una de las soluciones más importantes para reducir el impacto ambiental de los seres humanos. Más de la mitad de la población mundial se encuentra en las ciudades y consume una gran parte de los alimentos y bienes producidos fuera de ellas. La ONU prevé que el 68% de la población mundial vivirá en zonas urbanas en 2050. Por lo tanto, las ciudades tienen una influencia significativa en la construcción y el transporte, dos de los principales contribuyentes a las emisiones del calentamiento global. Además, debido a los procesos que crean conflictos climáticos y, se espera que las zonas urbanas crezcan durante las próximas décadas, estresando las infraestructuras y concentrando a más personas empobrecidas en las ciudades.
Debido a la alta densidad y a efectos como el de la isla de calor urbana, es probable que los cambios meteorológicos debidos al cambio climático afecten en gran medida a las ciudades, exacerbando los problemas existentes, como la contaminación del aire, la escasez de agua y las enfermedades causadas por el calor en las áreas metropolitanas. Además, dado que la mayoría de las ciudades se han construido sobre ríos o zonas costeras, estas suelen ser vulnerables a los efectos posteriores de la subida del nivel del mar, que provocan inundaciones costeras:SPM-33 y erosión, y esos efectos están profundamente relacionados con otros problemas medioambientales urbanos, como el hundimiento y el agotamiento de los acuíferos.
Un informe del Grupo de Liderazgo Climático de las Ciudades C40 describe que las emisiones basadas en el consumo tienen un impacto significativamente mayor que las emisiones basadas en la producción dentro de las ciudades. El informe estima que el 85% de las emisiones asociadas a los bienes de una ciudad se generan fuera de ella. Las inversiones en adaptación y mitigación del cambio climático en las ciudades serán importantes para reducir el impacto de algunos de los mayores contribuyentes a las emisiones de gases de efecto invernadero: por ejemplo, el aumento de la densidad permite la redistribución del uso del suelo para la agricultura y la reforestación, la mejora de la eficiencia del transporte y la ecologización de la construcción (en gran parte debido al papel desmesurado del cemento en el cambio climático y a las mejoras en las prácticas de construcción sostenible y la climatización).En el pasado más reciente, el aumento de la urbanización también se ha propuesto como un fenómeno que tiene un efecto reductor en la tasa global de emisiones de carbono, principalmente porque con la urbanización viene la destreza técnica que puede ayudar a impulsar la sostenibilidad. Las listas de soluciones de alto impacto para el cambio climático suelen incluir soluciones centradas en las ciudades; por ejemplo, el Proyecto Drawdown recomienda varias inversiones urbanas importantes, como la mejora de la infraestructura para bicicletas, la modernización de edificios, la calefacción urbana, el transporte público y las ciudades transitables como soluciones importantes.
Por ello, la comunidad internacional ha formado coaliciones de ciudades (como el Grupo de Liderazgo Climático de las Ciudades C40 y el ICLEI) y objetivos políticos, como el Objetivo de Desarrollo Sostenible 11 ("ciudades y comunidades sostenibles"), para activar y centrar la atención en estas soluciones.

## Emisiones
Las ciudades albergan la mitad de la población mundial, consumen dos tercios de la energía y el 70% de los recursos naturales, y contribuyen con más del 70% de las emisiones mundiales de CO2. Las ciudades y las regiones también son especialmente vulnerables a los peligros y la contaminación relacionados con el clima. El peligro climático y la contaminación también afectan de forma desproporcionada a los pobres, aumentando la desigualdad. Dado que la mitad de la población mundial reside en zonas urbanas, se producirá un aumento del uso de la energía que conlleva el cambio climático. Uno de ellos será el aire acondicionado, ya que como el cambio climático viene acompañado de temperaturas más altas, muchas personas empezarán a necesitar más sistemas de refrigeración, por lo que esto se traduce en más aire acondicionado y modelos más nuevos de sistemas de refrigeración. Aunque cada vez más personas viven en ciudades, lo que puede provocar escasez, las ciudades emiten menos carbono que las zonas rurales, ya que el tamaño de las casas es menor, se utiliza más la calefacción de gas en lugar del propano, se utiliza menos el transporte con combustible de carbono y más personas comparten espacios comunes como lavaderos y cocinas. Aunque las ciudades crean algunos problemas, es importante darse cuenta de que la mayor densidad de población genera menos emisiones de carbono, lo que beneficia al cambio climático.

## Campo de estudio
La perspectiva de la investigación sobre las ciudades y el cambio climático se inició en la década de 1990, cuando la comunidad internacional empezó a ser cada vez más consciente de las posibles repercusiones del cambio climático. Los especialistas en estudios urbanos Michael Hebbert y Vladmir Jankovic sostienen que este campo de investigación surgió de un conjunto más amplio de investigaciones sobre los efectos del desarrollo urbano y la vida en el medio ambiente que comenzó ya en la década de 1950. Desde entonces, la investigación ha indicado las relaciones entre el cambio climático y la urbanización sostenible: el aumento del empleo en las ciudades reduce la pobreza y aumenta la eficiencia.
La Red de Investigación del Cambio Climático Urbano del Instituto de la Tierra de la Universidad de Columbia ha publicado dos evaluaciones internacionales. La primera de ellas (ARC3.1) se publicó en 2011, y la segunda de ellas (ARC3.2) se publicó en 2018. Estos documentos actúan como resúmenes académicos sobre esta materia de forma similar a los informes del Grupo Intergubernamental de Expertos sobre el Cambio Climático. Se está elaborando un tercer informe desde 2020.

### Las ciudades como laboratorios
Las ciudades son un buen objeto de estudio porque pueden invertir mucho en políticas experimentales a gran escala que podrían aplicarse en otros lugares (como las prácticas avanzadas de planificación urbana de San Diego, que podrían aplicarse en otros lugares de Estados Unidos). Varios estudiosos abordan esta cuestión de diferentes maneras, pero describen este entorno de "laboratorio urbano" para probar una gran variedad de prácticas. Por ejemplo, el libro Life After Carbon documenta una serie de ciudades que actúan como "laboratorios urbanos de innovación climática". Estas ciudades como laboratorios ofrecen una forma eficaz de detectar el cambio climático observando los efectos del efecto invernadero en los tejados, los árboles de las calles y otras variables ambientales dentro de un entorno urbano. Este método de observar los efectos de las olas de calor en las ciudades ofrecerá una forma de enfrentarse al problema del efecto del calor, el cual será resuelto por las ciudades en el futuro.

### Impacto en la salud
Se ha observado que el cambio climático ha causado un impacto en la salud humana y en los medios de vida en los entornos urbanos. En estos, las ciudades se ven afectadas por múltiples riesgos climáticos y no climáticos que magnifican los daños causados a la salud humana. Por ejemplo, las olas de calor se han intensificado en las ciudades debido a la combinación de múltiples factores que se suman al cambio climático. El impacto sobre la salud humana en los entornos urbanos es más profundo en los residentes urbanos marginados económica y socialmente.:SPM-11

## Resiliencia urbana
El Grupo Intergubernamental de Expertos sobre el Cambio Climático (IPCC) define la resiliencia como "la capacidad de un sistema social o ecológico para absorber las perturbaciones conservando la misma estructura básica y formas de funcionamiento, la capacidad de autoorganización y la capacidad de adaptación al estrés y al cambio". Una de las nociones más importantes en las que hace hincapié la teoría de la resiliencia urbana es la necesidad de que los sistemas urbanos aumenten su capacidad de absorber las perturbaciones ambientales. Al centrarse en tres elementos generalizables del movimiento de resiliencia, el marco de resiliencia urbana de Tyler y Moench sirve como modelo que puede aplicarse para la planificación local a escala internacional.
El primer elemento de la resiliencia climática urbana se centra en los "sistemas" o la infraestructura física integrada en los sistemas urbanos. Una preocupación fundamental de la resiliencia urbana está vinculada a la idea de mantener los sistemas de apoyo que, a su vez, permiten las redes de aprovisionamiento e intercambio para las poblaciones de las zonas urbanas. Estos sistemas se refieren tanto a la infraestructura física de la ciudad como a los ecosistemas que se encuentran dentro o en los alrededores del centro urbano, al tiempo que trabajan para proporcionar servicios esenciales como la producción de alimentos, el control de las inundaciones o la gestión de la escorrentía. Por ejemplo, la electricidad de la ciudad, una necesidad de la vida urbana, depende del funcionamiento de los generadores, las redes y los embalses lejanos. El fallo de estos sistemas básicos pone en peligro el bienestar humano en estas zonas urbanas, con lo que es crucial mantenerlos ante las inminentes perturbaciones medioambientales. Las sociedades necesitan incorporar la resiliencia a estos sistemas para lograr tal hazaña. Los sistemas resilientes trabajan para "garantizar que la funcionalidad se mantenga y pueda restablecerse a través de los vínculos del sistema" a pesar de algunos fallos o perturbaciones operativas. Garantizar la funcionalidad de estos importantes sistemas se consigue inculcando y manteniendo la flexibilidad en presencia de un "fallo seguro". Los sistemas resilientes logran la flexibilidad asegurándose de que las funciones clave se distribuyan de manera que no se vean afectadas todas por un determinado evento a la vez, lo que suele denominarse diversidad espacial, y que tengan múltiples métodos para satisfacer una determinada necesidad, lo que suele denominarse diversidad funcional. La presencia de fallos seguros también desempeña un papel fundamental en el mantenimiento de estos sistemas, que funcionan absorbiendo choques repentinos que pueden incluso superar los umbrales de diseño. No cabe duda de que las perturbaciones del entorno pondrán a prueba la destreza de estos sistemas, por lo que la presencia de fallos seguros parece ser una necesidad.
Además, otro componente importante de estos sistemas es la capacidad de recuperación. En el caso de que eventos climáticos peligrosos afecten a estos centros urbanos, la recuperación o "rebote" es de gran importancia. De hecho, en la mayoría de los estudios sobre catástrofes, la resiliencia urbana suele definirse como "la capacidad de una ciudad para recuperarse de la destrucción". Esta idea de rebote de los sistemas urbanos también está arraigada en la literatura gubernamental del mismo tema. Por ejemplo, el primer Coordinador de Inteligencia y Seguridad del gobierno de Estados Unidos describió la resiliencia urbana como "la capacidad de absorber los choques y rebotar para volver a funcionar, o al menos, la resiliencia suficiente para evitar... el colapso del sistema". Teniendo en cuenta estas citas, el discurso del rebote ha sido y debe seguir siendo una parte importante del marco de la resiliencia climática urbana. Otros teóricos han criticado esta idea de rebote, citando que privilegia el statu quo, en lugar de abogar por la noción de "rebote hacia adelante", permitiendo la evolución y mejora del sistema.
El siguiente elemento de la resiliencia climática urbana se centra en los agentes sociales (también descritos como actores sociales) presentes en los centros urbanos. Muchos de estos agentes dependen de los centros urbanos para su propia existencia, por lo que comparten el interés común de trabajar para proteger y mantener su entorno urbano. Los agentes de los centros urbanos tienen la capacidad de deliberar y tomar decisiones de forma racional, lo que desempeña un papel importante en la teoría de la resiliencia climática. No se puede pasar por alto el papel de los gobiernos locales y las organizaciones comunitarias, que se verán obligados a tomar decisiones clave en lo que respecta a la organización y prestación de servicios y planes clave para combatir los efectos inminentes del cambio climático. Quizás lo más importante es que estos agentes sociales deben aumentar sus capacidades en cuanto a las nociones de "ingenio y capacidad de respuesta". La capacidad de respuesta se refiere a la capacidad de los agentes y grupos sociales para organizarse y reorganizarse, así como a la habilidad para anticiparse y planificar los acontecimientos perturbadores. La inventiva se refiere a la capacidad de los actores sociales de los centros urbanos para movilizar diversos activos y recursos con el fin de actuar. Los centros urbanos podrán defenderse mejor en el calor de las perturbaciones climáticas cuando la capacidad de respuesta y el ingenio se logren de manera eficaz colectivamente.

## Diferencias regionales y nacionales
Las ciudades de distintas partes del mundo se enfrentan a retos y oportunidades diferentes y únicos ante el cambio climático. Sin embargo, un factor que las vincula es su inevitable adhesión a los "patrones globales dominantes de urbanización e industrialización", que a menudo catalizan "la modificación a gran escala de los impulsores de los procesos hidrológicos y biogeoquímicos". Los patrones de urbanización e industrialización son especialmente evidentes en regiones como Asia, África y América del Sur, regiones que actualmente se entiende que experimentan rápidos cambios relacionados con la población y el poder económico.

### África
África se está urbanizando más rápido que cualquier otro continente y se calcula que para 2030 más de mil millones de africanos vivirán en ciudades. Esta rápida urbanización, unida a los numerosos y complejos desafíos interrelacionados como consecuencia del cambio climático, suponen un importante obstáculo para el desarrollo sostenible de África. Gran parte de este desarrollo urbano es informal, con residentes urbanos que se instalan en asentamientos informales y barrios marginales a menudo en las afueras de las ciudades. Este fenómeno sugiere que los países de menores ingresos deben ser objeto de iniciativas para aumentar la sostenibilidad de las infraestructuras. Un estudio reciente ha concluido que en "los países con una renta per cápita inferior a 15.000 dólares al año (en dólares de 2011 ajustados a la PPA) la tarificación del carbono tiene, por término medio, efectos distributivos progresivos" y que "la tarificación del carbono tiende a ser regresiva en los países con una renta relativamente más alta", lo que indica que la imposición y el cambio de los precios del carbono podrían incentivar a los gobiernos a cambiar a la energía verde como método de consumo energético de referencia para las zonas periurbanas en desarrollo. Aunque la urbanización se ve de forma positiva, sus efectos pueden ser negativos para los urbanizados. Las ciudades africanas están expuestas a múltiples amenazas climáticas, como las inundaciones, la sequía, el estrés hídrico, la subida del nivel del mar, las olas de calor, las tormentas y los ciclones, así como los efectos relacionados con la inseguridad alimentaria y los brotes de enfermedades como el cólera y la malaria provocados por las inundaciones y las sequías.
Los impactos climáticos en las zonas rurales, como la desertificación, la pérdida de biodiversidad, la erosión del suelo y la disminución de la productividad agrícola, también están impulsando la migración de las comunidades rurales pobres a las ciudades. Para lograr el desarrollo sostenible y la resiliencia climática en las ciudades de África, y de otros lugares, es importante tener en cuenta estas interrelaciones urbano-rurales. Cada vez se presta más atención al importante papel que desempeñan las zonas periurbanas en la resiliencia climática de las ciudades, sobre todo en lo que respecta a los servicios ecosistémicos que proporcionan estas zonas y que se están deteriorando rápidamente en el África subsahariana. Los ecosistemas periurbanos pueden desempeñar funciones como el control de las inundaciones, la reducción del efecto isla de calor urbano, la purificación del aire y el agua, el apoyo a la seguridad alimentaria y del agua y la gestión de los residuos.

### Asia

#### China
China tiene actualmente una de las economías industriales de más rápido crecimiento del mundo, y los efectos de esta rápida urbanización no han estado exentos de consecuencias para el cambio climático. El país es uno de los más grandes por superficie, y por ello la región más destacada en cuanto a urbanización es el delta del río Yangtsé, o YRD, ya que se considera "la zona industrial más desarrollada, dinámica, densamente poblada y concentrada de China" y supuestamente "se está convirtiendo en una influyente área metropolitana de categoría mundial y desempeña un importante papel en el desarrollo económico y social de China". De este modo, la urbanización en China podría entenderse como íntimamente relacionada no sólo con la funcionalidad de su sistema económico, sino con la sociedad que lo integra; algo que convierte la mitigación del cambio climático en una cuestión interseccional que afecta a algo más que a las infraestructuras.
Históricamente, los datos han demostrado que "el cambio climático ha ido configurando el Delta y su desarrollo socioeconómico" y que dicho desarrollo socioeconómico en la región "ha configurado su geografía y su entorno construido, que, sin embargo, no son adaptables al futuro cambio climático". Así, se ha afirmado que "es imperativo adoptar políticas y programas para mitigar el cambio climático y adaptarse a él" en la DRY, concretamente, políticas destinadas a reducir el impacto de determinadas amenazas climáticas basadas en la geografía de la DRY. Esto incluye la infraestructura actual de la región en la mitigación de los desastres por inundaciones y la promoción del uso eficiente de la energía a nivel local.
Un análisis de políticas a nivel nacional realizado en las tierras áridas del norte de China presenta la noción de "planificación sostenible del paisaje urbano (SULP)" que tiene como objetivo específico "evitar la ocupación de importantes hábitats y corredores naturales, tierras de cultivo de primera calidad y llanuras de inundación". La investigación indica que la adopción de SULP en el futuro puede "gestionar eficazmente los impactos del cambio climático en la capacidad de los recursos hídricos y reducir el estrés hídrico" no sólo dentro del modelo experimental del norte de China, sino para "las tierras secas de todo el mundo".

#### Asia del Sur
La población urbana de Asia Meridional creció en 130 millones de personas entre 2001 y 2011 -más que toda la población de Japón- y está previsto que aumente en casi 250 millones para 2030. Sin embargo, la urbanización en Asia Meridional se caracteriza por una mayor pobreza, tugurios, contaminación, aglomeración y congestión. Al menos 130 millones de sudasiáticos -más que toda la población de México- viven en asentamientos urbanos informales caracterizados por la mala construcción, la inseguridad de la tenencia y las parcelas sin servicios. A pesar de ser una zona rica en agua, los modelos de proyección climática sugieren que, para 2050, entre 52 y 146 millones de personas que viven en el sur de Asia podrían enfrentarse a una mayor escasez de agua debido al cambio climático, lo que representa el 18% de la población mundial expuesta a la escasez de agua. El acceso al agua en las ciudades es especialmente crítico en el sur de Asia, ya que en él viven más del 40% de los pobres del mundo (que viven con menos de 1,25 dólares al día) y el 35% de los desnutridos del mundo. Un estudio realizado en algunas ciudades del Himalaya, en India y Nepal, reveló que ninguna de ellas cuenta con un sistema sólido de planificación y gobernanza del agua para hacer frente a los retos que plantea la rápida urbanización y el cambio climático. Khulna, en Bangladés, también se enfrenta a muchos problemas relacionados con la inseguridad del agua. Cuando el nivel del mar empiece a subir, debido al cambio climático, la salinidad se desplazará hacia el interior, reduciendo la cantidad de agua potable disponible para los habitantes de Khulna. Se han puesto en marcha planes para mejorar la calidad del agua en las ciudades, pero esto disminuye la disponibilidad para los habitantes de las zonas urbanas informales. Por ahora, dependen de utilizar la menor cantidad de agua posible, concretamente para sus cultivos.

### América del norte y del sur

#### Brasil
Zonas de Sudamérica también han sido citadas en estudios recientes que destacan los peligros de la urbanización sobre los climas locales y transnacionales y para un país como Brasil, una de las naciones más pobladas del mundo, además de poseedor mayoritario de la selva amazónica. El Programa de las Naciones Unidas para el Desarrollo destaca que la selva amazónica cumple una "función clave en los sistemas climáticos globales", por su gran utilidad para capturar las emisiones de CO2. La investigación de la ONU ha indicado que, debido a que el clima de Brasil depende tan íntimamente de la salud de la selva tropical, se considera que las medidas de deforestación tienen actualmente efectos adversos sobre las "capacidades naturales de adaptación" de la selva a los cambios climáticos extremos, predisponiendo así a Brasil a lo que se espera sea una mayor volatilidad en los patrones de temperatura y precipitación. Más concretamente, se prevé que si el calentamiento global sigue su curso actual sin que se pongan en marcha vastas estrategias de mitigación, lo que actualmente se prevé que sea un aumento medio de 2 °C en la temperatura a escala global podría dar lugar a un aumento de 4 °C tanto en el interior del país como en la región amazónica circundante. La rápida urbanización en otros países también provocará una mayor necesidad de recursos. Esto incluye materias primas que provocarán una mayor deforestación de la selva amazónica para su obtención. Esto creará inevitablemente muchos más problemas climáticos, ya que seguiremos perdiendo más árboles en la selva amazónica.
La cuestión del cambio climático en Brasil no empieza y termina en lo que ya se ha hecho con respecto a la urbanización; es una cuestión muy arraigada en los contextos socioeconómicos. El análisis de factores y los modelos de regresión multinivel patrocinados por el Servicio Forestal de Estados Unidos revelaron que, para todo Brasil, "la desigualdad de ingresos predice significativamente niveles más altos de un componente clave de la vulnerabilidad en los municipios urbanos brasileños a los riesgos de inundación."
Es probable que el futuro del efecto climático de Brasil cambie, ya que a través de su NDC Brasil se ha comprometido a reducir sus emisiones de gases de efecto invernadero en un 37% por debajo de los niveles de 2005 para 2025. Esto supondrá un reto para las ciudades brasileñas, ya que el 86% de la población del país vive en zonas urbanas, y es probable que aumente al 92% en 2050. En cuanto a la deforestación, dado que Brasil alberga la selva amazónica, siempre ha tenido un alto índice de deforestación. La deforestación brasileña llegó a su punto más alto en 2004, con 27,77 mil kilómetros de bosque destruido, tuvo su punto más bajo en 2012, con sólo 4,57 mil kilómetros de bosque destruido, y desde entonces ha vuelto a subir, con 10,85 mil kilómetros de bosque destruido.

#### Estados Unidos
Estados Unidos, como una de las mayores naciones industrializadas del mundo, también tiene problemas de insuficiencia infraestructural relacionados con el cambio climático. Tomemos como indicador un estudio sobre la topología de Las Vegas. Una investigación que creó tres mapas de uso y cobertura del suelo, o mapas LULC, de Las Vegas en 1900 (aunque hipotético), 1992 y 2006 descubrió que "la urbanización en Las Vegas produce una clásica isla de calor urbana (UHI) por la noche, pero una tendencia de enfriamiento menor durante el día". Además de los cambios de temperatura en la ciudad, se descubrió que "el aumento de la rugosidad de la superficie", causado por la adición de rascacielos/edificios estrechos, "tiene un efecto mecánico de ralentización del campo de viento climatológico sobre la zona urbana". Estos fenómenos ambientales no naturales refuerzan la idea de que la urbanización tiene un papel en la determinación del clima local, aunque los investigadores reconocen que es necesario realizar más estudios sobre el terreno.
Las ciudades desempeñan un importante papel en la inversión en innovación climática en Estados Unidos. A menudo, las políticas climáticas locales de las ciudades se adelantan a las políticas de mayor envergadura aplicadas por los estados o el gobierno federal. Por ejemplo, tras la retirada de Estados Unidos del Acuerdo de París se creó una coalición de ciudades, bajo el lema Mayors National Climate Action Agenda, con el objetivo declarado de reducir las emisiones de gases de efecto invernadero. En un estudio sobre las ciudades de EE. UU. realizado en 2020, se constató que 45 de las 100 ciudades más grandes de EE.UU. habían asumido compromisos en 2017, lo que supuso una reducción del 6% de las emisiones de EE.UU. en 2020.

##### Ley de Aire Limpio
Desde la aprobación de la Ley de Aire Limpio en 1963 como pieza legislativa histórica destinada a controlar la calidad del aire a nivel nacional, las investigaciones han indicado que "el flujo medio de deposición húmeda... ha disminuido en los Estados Unidos a lo largo del tiempo" desde su promulgación. Sin embargo, incluso entonces, la misma investigación indicó que las mediciones en las cantidades de contaminantes químicos que contaminan la lluvia, la nieve y la niebla "siguen una función de densidad de probabilidad exponencial en todos los sitios". Este hallazgo sugiere que la supuesta variabilidad de los patrones de lluvia es el factor que probablemente impulsa los resultados aparentemente prometedores del estudio, en lugar de que haya una importancia clara derivada del cambio de política. En este contexto, si bien es beneficiosa, la Ley de Aire Limpio no puede ser por sí sola el único fundamento firme de las políticas climáticas en Estados Unidos de cara al futuro.

##### Programa Nacional de Acción Climática de los Alcaldes
Mayors National Climate Action Agenda, o Climate Mayors, es una asociación de alcaldes de Estados Unidos con el objetivo declarado de reducir las emisiones de gases de efecto invernadero. Fundada por el alcalde de Los Ángeles, Eric Garcetti, la exalcaldesa de Houston, Annise Parker, y el exalcalde de Filadelfia, Michael Nutter, el grupo representa a 435 ciudades y a casi el 20% de la población estadounidense.
Fundada en 2014, la organización recibió un millón de dólares de financiación inicial de la Iniciativa Global Clinton para apoyar los esfuerzos de los alcaldes fundadores para organizar las ciudades antes de la firma del Acuerdo de París de 2015.
La organización ha declarado su compromiso de mantener los objetivos de emisiones del Acuerdo de París sobre el cambio climático incluso si Estados Unidos se retira del acuerdo.

## Política internacional
Se han formado varias comunidades internacionales de ciudades y políticas importantes para incluir más ciudades en la acción climática.

### ODS 11: Ciudades y comunidades sostenibles
El Objetivo de Desarrollo Sostenible 11 (Objetivo 11 o ODS 11) trata sobre alianzas para los objetivos y es uno de los 17 Objetivos de Desarrollo Sostenible (ODS) establecidos por las Naciones Unidas en 2015. 
El ODS 11 es: "Lograr que las ciudades y los asentamientos humanos sean inclusivos, seguros, resilientes y sostenibles".

### Pacto Mundial de Alcaldes por el Clima y la Energía
El proyecto de Pacto Mundial por el Medio Ambiente tiene su origen en una iniciativa lanzada en 2017 por una red de unos 100 expertos de renombre (profesores, jueces, abogados) que representan a todos los continentes, conocida como el "Grupo de Expertos por el Pacto" (GEP) y presidida por Laurent Fabius.
El 10 de mayo de 2018, la Asamblea General de la Naciones Unidas  aprobó, por 142 votos a favor, 5 votos en contra (Estados Unidos, Rusia, Siria, Turquía, y Filipinas) y 7 abstenciones (Arabia Saudita, Bielorrusia, Irán, Malasia, Nicaragua, Nigeria, y Tayikistán), una Resolución que abre el camino a la negociación de un Pacto Mundial por el Medio Ambiente (Resolución A / 72 / L.51 de 10 de mayo de 2018 "Hacia un Pacto Mundial por el Medio Ambiente".